# Levanto (stacja kolejowa)
Levanto (włoski: Stazione di Levanto) – stacja kolejowa w Levanto, w prowincji La Spezia, w regionie Liguria, we Włoszech. Znajduje się na linii Piza-Genua. Według klasyfikacji Rete Ferroviaria Italiana posiada kategorię srebrną.
Stacja posiada 5 torów do obsługi pasażerów, używane są tylko 3. Wszystkie pociągi zatrzymują się na stacji. Również liczne InterCity w kierunku Mediolanu, La Spezia, Pizy i Livorno, i kilka EuroCity na trasie Chiasso / Livorno.
Budynek dworca został zbudowany według projektu architekta Roberto Narducci.